# Omkostningsfunktioner og -kurver

## Totalomkostninger
I økonomi beskriver totalomkostningerne (TC fra engelsk total costs) den totale omkostning ved produktion og udgøres af faste omkostninger, samt variable omkostninger.
En totalomkostningskurve hænger uløseligt sammen med en produktionsfunktion og mens denne flader mere og mere ud (pga. aftagende marginalprodukt) bliver totalomkostningskurven mere og mere stejl. Dette skyldes, at der er vendt rundt på akserne, og de totale omkostninger antages at være proportionale med antallet af arbejdere tillagt de faste omkostninger.

## Gennemsnitlige og marginale omkostninger
De totaleomkostninger divideret med mængden kaldes de gennemsnitlige totalomkostninger (ATC eller bare AC fra engelsk average total costs). Fordi de totale omkostninger bare er summen er af de faste omkostninger og de variable omkostninger kan de gennemsnitlige totalomkostninger udtrykkes som summen af de gennemsnitlige faste omkostninger og de gennemsnitlige variable omkostninger. De gennemsnitlige faste omkostninger (AFC fra engelsk average fixed costs) er de faste omkostninger divideret med mængden. De gennemsnitlige variable omkostninger (AVC fra engelsk average variable costs) er de variable omkostninger divideret med mængden.
De respektive gennemsnitlige størrelser kan også opfattes som sekanthældningen til hhv. TC, VC og FC. 
De gennemsnitlige omkostninger fortæller hvor meget en gennemsnitlig enhed koster, men typisk er det mere interessant for en virksomhed at se på hvad det koster hvis de skal producere én enhed mere. Dette kaldes marginalomkostningerne (MC fra engelsk marginal costs). MC er lig hældningen i et punkt på hhv. VC-kurven og TC-kurven.
{\displaystyle AFC=FC/Q}
{\displaystyle AVC=VC/Q}
{\displaystyle ATC=TC/Q}
{\displaystyle MC=dTC/dQ}

## Omkostningskurverne og deres former
De fleste virksomheders omkostningskurver har en række egenskaber til fælles:
Stigende marginale omkostninger: Grundet "loven om aftagende marginalprodukt" vil marginalomkostningerne typisk efter et initialt fald stige.
Aftagende gennemsnitlig fast omkostningskurve: Da de faste omkostninger gradvist spredes udover flere enheder, men forbliver konstant må de gennemsnitlige faste omkostninger være faldende.
U-formet gennemsnitlig variabel omkostningskurve: AVC og MC vil altid starte ud i det samme punkt, da omkostningerne ved den første enhed udgøres af de variable omkostninger ved produktion af en enhed. Hvis marginalproduktet initialt er faldende vil de gennemsnitlige omkostninger også falde initialt, men ikke lige så hurtigt som de marginale omkostninger, da  de faldende marginalomkostninger så at sige skal spredes udover flere enheder. I sidste ende vil AVC dog blive stigende, da de faste produktionsfaktorer lægger en begræsnings på yderligere produktionsudvidelser (faldende marginalprodukt).
U-formet gennemsnitlig totalomkostningskurve: Da ATC kan ses som summen af AFC og AVC, vil ATC først falde. Dette fald vil fortsætte længere end for AVC, da det fortsatte fald i AFC vil neutralisere den stigende AVC-kurve. I sidste ende vil ATC dog blive stigende, idet AVC til sidst er mere stigende end AFC er faldende.
Forholdet mellem de marginale og de gennemsnitlige totale omkostninger: Noget der gælder for alle virksomheder er, at deres marginalomkostningskurve altid skærer de gennemsnitlige totale omkostninger (ATC) og de gennemsnitlige variable omkostninger (AVC) i disses minimum. Dette fås logisk set ved, at de totale omkostninger altid må være faldende, så længe de marginale omkostninger er mindre end de gennemsnitlige omkostninger (da en ekstra enhed vil trække gennemsnittet ned), og altid må være stigende når de marginale omkostninger er større end de gennemsnitlige omkostninger (da en ekstra enhed vil trække gennemsnittet op). At dette også gælder for de gennemsnitlige variable omkostninger følger af, at de marginale omkostninger kan defineres såvel ud fra tilvæksten i de totale som i de variable omkostninger, da de totale omkostninger er summen af de variable omkostninger og de faste omkostninger (som er konstante).

## Omkostningsfunktionerne på lang sigt
Hvad der er faste omkostninger og hvad der er variable omkostninger afhænger af tidshorisonten. På kort sigt har kapitalisten den fabrik han har, men på længere sigt kan han både bygge fabrikken større, flytte til en mindre eller lign. I sidste ende er alle omkostninger altså variable. På lang sigt skelnes der derfor ikke mellem faste og variable omkostninger.
Vil man på de gennemsnitlige omkostninger over lang tid (LRAC fra engelsk long run average costs) kan dette gøres ved at se på en række forskellige mulige størrelser af faste omkostninger (lille fabrik = ATC1, mellem fabrik = ATC2, stor fabrik = ATC3):
Jo længere tidshorisonten er, jo flere inputs kan tilpasses. Alt andet lige vil det føre til lavere gennemsnitsomkostninger, lavere marginalomkostninger og en mere flad ATC.
Sammenhængen mellem de marginale og de gennemsnitlige omkostninger gælder stadig. 